# Clonfert
Clonfert (Iers-Gaelisch: Cluain Fearta) is een klein dorp in het oosten van het Ierse graafschap Galway.
In het dorp staat de historische kathedraal van Clonfert. Oorspronkelijk de zetel van het bisdom Clonfert maar sinds de Reformatie in gebruik bij de Church of Ireland.
Sint-Brandaan stichtte in Clonfert een klooster in 557. Hij benoemde Sint-Moinenn er tot prior. Sint-Brandaan stierf in dit klooster en werd hier tevens begraven.
De oudste delen van de huidige kerk dateren van rond 1180.

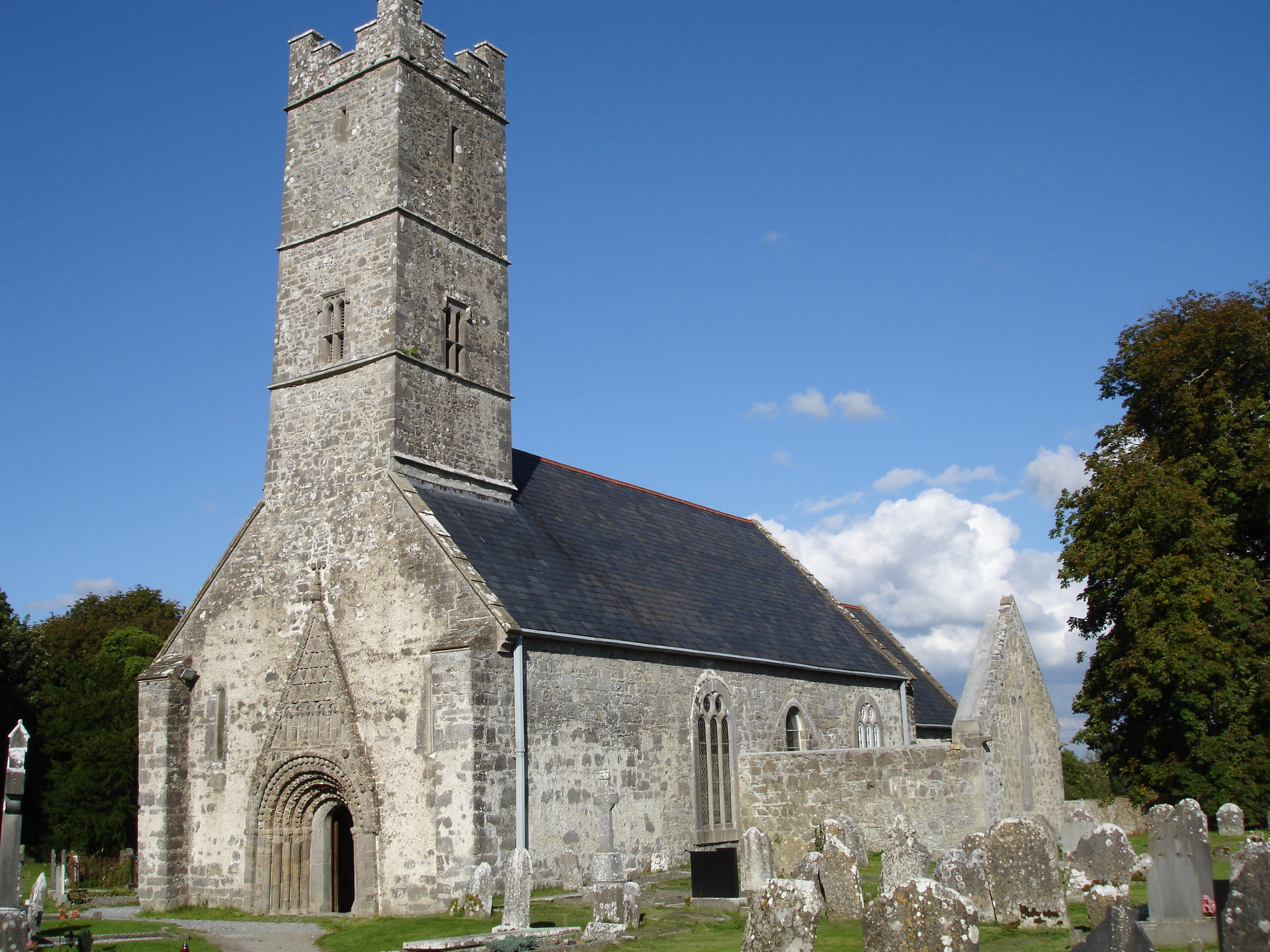
Kathedraal van Clonfert